# 耶律薛闍
耶律 薛闍（やりつ セチェ、1193年 - 1238年）は、モンゴル帝国に仕えた契丹人の一人。

## 生涯
耶律薛闍は金末に自立して東遼を建国した耶律留哥の嫡男で、耶律留哥がモンゴルに服属した後は質子（トルカク）として親元を離れモンゴル軍に仕えた。
1220年（庚辰）に耶律留哥が死去すると、妻の姚里氏は西アジア遠征中であったチンギス・カンの下を遥々訪れ、佩虎符を授けられて夫の地位を継承して部衆（東遼）を治めることを認められた。1226年（丙戌）、チンギス・カンが西方遠征から帰還すると姚里氏は息子の耶律善哥・耶律鉄哥・耶律永安と孫の耶律収国奴らを連れて阿里湫城でチンギス・カンに見えた。これに対し、チンギス・カンは「鷹ですら至らない遠方の地に、婦人でありながらよくぞ来た」と述べて酒を賜り、これをねぎらった。姚里氏はこれに答えて「留哥は既に亡くなり、官民は主を失いました。長男の薛闍は長年モンゴルに扈従しましたが、次男の善哥をこれに代え、薛闍は本国に帰国して父の地位を継承させてくださるよう願います」と述べたが、チンギス・カンは「薛闍は今やモンゴル人となった。彼は西アジア遠征で太子が城で包囲された際には千名の兵を率いてこれを救い、またブハラ・サマルカンドの攻略にも矢傷を負いながら功績を挙げた。これらの功績をもって薛闍にはバアトルの称号を授けており、もはや本国に帰すことはできない。次男の善哥に父の地位を継承させよ」と返答した。これを聞いて姚里氏は泣きながら「薛闍は留冊の前妻の子たる嫡子であって、まさに主とすべきである」と述べたため、チンギス・カンはその賢さに感嘆し、西夏遠征中に得た人・馬・白金などを授けて薛闍の帰国を認めた。その代わり、善哥・鉄哥・収国奴らをモンゴル軍にとどめて、末子の永安のみを姚里氏と一緒に帰国させることとした。
1227年（丁亥）、チンギス・カンは薛闍を呼び出して「昔女真が猖獗した時、汝が父は兵を挙げて遼東より我が軍に合流した。しかし奸人の耶律廝不が反乱を起こして人民は離散した。朕は汝の父を兄弟のように見なした。すなわち、汝も我が子同然である。汝は我が弟のベルグテイと軍馬を並べて3つの千人隊を率いよ」と述べ、薛闍はこの言葉を受けて本拠地たる遼西地方に戻った。1229年（己丑）にはオゴデイの金朝親征に従い、功績を挙げて馬400・牛600・羊200を与えられた。1230年（庚寅）にはサリクタイの遼東・高麗遠征に従い、離散したかつての東遼の民を回収して本拠の広寧に移り、広寧路都元帥となった。1230年（庚寅）から1237年（丁酉）まで高麗国・東夏国への出兵に尽力して6千人隊を得たが、1238年（戊戌）に46歳で亡くなった。